# Campeonato Brasileiro de League of Legends de 2017
O Campeonato Brasileiro de League of Legends de 2017 (ou  CBLoL 2017) é a sexta temporada do campeonato de mais alto nível do League of Legends brasileiro, organizado diretamente pela Riot Games Brasil. Assim como ocorre desde 2015, a temporada anual foi dividida em duas etapas (ou splits) autônomas, com primeira fase classificatória em que todos jogam contra todos em séries de duas partidas, e segunda fase eliminatória, com séries melhor de cinco. O vencedor de cada etapa, além do prêmio em dinheiro de R$ 70.000,00, conqusta também, pela primeira vez, vaga direta à fase de entrada da seguinte competição internacional da Riot: na primeira etapa, a classificação foi para a fase de entrada do Mid-Season Invitational, realizado no Brasil, e na segunda, para o Campeonato Mundial de League of Legends, a ser realizado na China. Além disso, os dois finalistas da Primeira Etapa representaram o servidor brasileiro no Rift Rivals, no Chile, competição entre as regiões latino-americanas que acabou vencida pelo Brasil.
Todos os jogos, exceto as séries finais de cada etapa, são disputados no Estúdio da Riot Games na cidade de São Paulo. As finais do primeiro split foram realizadas no Classic Hall no Recife, enquanto as finais do segundo estão marcadas para ocorrer no Mineirinho, em Belo Horizonte. Todos os jogos são transmitidos ao vivo pela plataforma online Twitch, enquanto a primeira série de cada sábado, na primeira fase, e todos os jogos dos playoffs são exibidos no canal de televisão por assinatura SporTV 2.

## Pré-Temporada
A única equipe novata no CBLoL de 2017 foi a Remo Brave, vencedora do Circuito Desafiante da segunda etapa de 2016, que, com o título, conseguiu a classificação automática para a elite, no lugar da Big Gods, derrotada no confronto que definiu o oitavo lugar no campeonato. A Operation Kino e a RED Canids, respectivamente sexta e sétima colocadas na última etapa de 2016, venceram seus duelos na Série de Promoção e garantiram a permanência.
O regulamento foi alterado para a nova temporada: a disputa entre os dois últimos colocados na fase classificatória para definir o rebaixado direto foi abolida. Assim, o menor pontuador passou a estar sujeito ao rebaixamento automático. A premiação de 2016 se manteve no total, mas sua divisão foi alterada, reduzindo o prêmio ao vencedor a R$ 70.000,00. Por fim, a inscrição tardia de jogadores, que até então resultava em perda de pontos, passou a ser punida com multa em dinheiro.
A INTZ e-Sports foi considerada culpada pela Riot Games por tentativa de aliciamento de Gustavo "Sacy" Rossi, da RED Canids, quando o jogador fora à sede da equipe receber pagamentos referentes a premiações de 2015, quando era reserva da INTZ. Como resultado do imbróglio, Lucas Almeida, diretor da INTZ, foi afastado da presidência da Associação Brasileira de Clubes de e-Sports (ACBDE) no mesmo dia em que a RED anunciou que deixaria a entidade. O diretor Rogério Rodrigues de Almeida foi suspenso por dez meses, o jogador reserva Luan "sNk" Almeida foi suspenso pela primeira etapa do CBLoL e a INTZ foi multada em cinco mil reais.

### Transferências
Apenas a CNB manteve o elenco titular intacto: ainda assim, perdeu o técnico Thiago "Djokovic" Maia, contratado pela Keyd Stars. A INTZ, vencedora das duas etapas de 2016 com o mesmo elenco, "desmanchou" e perdeu o topo Felipe "Yang" Zhao, o caçador Gabriel "Revolta" Henud, o meio Gabriel "Tockers" Claumann e o treinador Alexander "Abaxial" Haibel. A Keyd Stars trouxe os tetracampeões Yang e Revolta, bem como Djokovic e o suporte Pedro "ziriguidun" Vilarinho, montando o que o SporTV classificou como "dream team".  A RED também se reforçou fortemente, com o topo Leonardo "Robo" Souza, o caçador Carlos "Nappon" Rücker (ambos advindos da Keyd), e os multicampeões da rota do meio, Gabriel "Tockers" Claumann e o atirador Felipe "brTT" Gonçalves, bem como o técnico holandês Fayan "Gevous" Pertijs. Por problemas com a organização, todos os jogadores da Operation Kino deixaram a equipe e rumaram à ProGaming, equipe do Circuito Desafiante. A loja de informática KaBuM!, reformulando sua divisão de esportes eletrônicos, chegou a anunciar o fim de seu time de League of Legends, mas se manteve na competição, com parceria planejada com o grupo Ilha da Macacada, mantendo jogadores como Lucas "Zantins" Zanqueta e Daniel "Danagorn" Drummond, bem como contratando novos jogadores. Devido a alegadas "questões contratuais", a KaBuM! findou a parceria e disputou a competição sob a própria bandeira.
| Jogador                       | Função   | Time de origem                  | Time de destino                 | Ref    |
| ----------------------------- | -------- | ------------------------------- | ------------------------------- | ------ |
| Felipe "Yang" Zhao            | Topo     | INTZ                            | Keyd Stars                      | [ 13 ] |
| Gabriel "Revolta" Henud       | Caçador  | INTZ                            | Keyd Stars                      | [ 13 ] |
| Gabriel "tockers" Claumann    | Meio     | INTZ                            | RED Canids                      | [ 14 ] |
| Felipe "brTT" Gonçalves       | Atirador | paiN                            | RED Canids                      | [ 14 ] |
| Leonardo "Robo" Souza         | Topo     | Keyd Stars                      | RED Canids                      | [ 17 ] |
| Carlos "Nappon" Rücker        | Caçador  | Keyd Stars                      | RED Canids                      | [ 17 ] |
| Pedro "ziriguidun" Vilarinho  | Suporte  | paiN                            | Keyd Stars                      | [ 13 ] |
| Gustavo "Baiano" Gomes        | Suporte  | Keyd Stars                      | Big Gods Jackals                | [ 23 ] |
| Mateus "Skybart" Neves        | Topo     | Operation Kino                  | ProGaming (Circuito Desafiante) | [ 19 ] |
| Gabriel "Turtle" Peixoto      | Caçador  | Operation Kino                  | ProGaming (Circuito Desafiante) | [ 19 ] |
| Gabriel "Turtle" Peixoto      | Caçador  | ProGaming (Circuito Desafiante) | INTZ                            | [ 24 ] |
| Bruno "Goku" Miyaguchi        | Meio     | Operation Kino                  | ProGaming (Circuito Desafiante) | [ 19 ] |
| Felipe "Skyer" Gimenes        | Atirador | Operation Kino                  | ProGaming (Circuito Desafiante) | [ 19 ] |
| Matheus "Professor" Leirião   | Suporte  | Operation Kino                  | ProGaming (Circuito Desafiante) | [ 19 ] |
| Patrick "Aoshi" Coutinho      | Topo     | CNB                             | Operation Kino                  | [ 25 ] |
| Filipe "Ranger" Brombilla     | Caçador  | Big Gods                        | Operation Kino                  | [ 25 ] |
| Matheus "Dynquedo" Rossini    | Meio     | Team Genesis                    | Operation Kino                  | [ 25 ] |
| Lucas "Luskka" Rentechen      | Atirador | Big Gods                        | Operation Kino                  | [ 25 ] |
| Emerson "BocaJúnior" Alencar  | Suporte  | Team Genesis                    | Operation Kino                  | [ 25 ] |
| Bruno "Envy" Farias           | Meio     | Team Genesis                    | INTZ                            | [ 24 ] |
| Rafael "Rakin" Knitel         | Meio     | Big Gods                        | paiN                            | [ 26 ] |
| Thiago "Djokovic" Maia        | Técnico  | CNB                             | Keyd Stars                      | [ 12 ] |
| João Pedro "Dionrray" Barbosa | Técnico  | Big Gods                        | Operation Kino                  | [ 27 ] |
| Alexander "Abaxial" Haibel    | Técnico  | INTZ                            | Team SoloMid                    | [ 15 ] |
| Pedro "Matsukaze" Gama        | Atirador | KaBuM!                          | paiN                            | [ 28 ] |
| Marcelo "Riyev" Carrara       | Suporte  | Nenhum                          | KaBuM!                          | [ 29 ] |
| Renato "TheFoxz" de Souza     | Atirador | Kaos Latin Gamers               | KaBuM!                          | [ 30 ] |
| Hugo "Galfi" Augusto          | Técnico  | Nenhum                          | CNB                             | [ 31 ] |
| Jorge "Verfix" Silveira       | Suporte  | KaBuM!                          | Keyd Stars                      | [ 32 ] |
| Marcelo "Ayel" Mello          | Topo     | RED Canids                      | INTZ                            | [ 24 ] |
| Fayan "Gevous" Pertijs        | Técnico  | SuperMassive                    | RED Canids                      | [ 18 ] |
| Vinícius "Neki" Ghilardi      | Técnico  | RED Canids                      | KaBuM!                          | [ 33 ] |

## Primeira Etapa

### Participantes
|                | Topo                      | Selva                      | Meio                       | Atirador                  | Suporte                      | Reserva                | Reserva                | Técnico                       |
| -------------- | ------------------------- | -------------------------- | -------------------------- | ------------------------- | ---------------------------- | ---------------------- | ---------------------- | ----------------------------- |
| INTZ           | Marcelo "Ayel" Mello      | Gabriel "Turtle" Peixoto   | Bruno "Envy" Farias        | Micael "micaO" Rodrigues  | Luan "Jockster" Cardoso      |                        |                        | Claudio Godoi                 |
| CNB            | Pedro "LEP" Marcari       | Gustavo "Minerva" Queiroz  | Thiago "TinOwns" Sartori   | Pablo "pbO" Bellini       | Willyam "Wos" Bonpam         | Yan "Yampi" Petermann  |                        | Hugo "Galfi" Garcia           |
| Keyd Stars     | Felipe "Yang" Zhao        | Gabriel "Revolta" Henud    | Murilo "takeshi" Alves     | André "esA" Pavezi        | Pedro "Ziriguidun" Vilarinho |                        |                        | Thiago "Djokovic" Maia        |
| paiN           | Matheus "Mylon" Borges    | Thúlio "SirT" Carlos       | Gabriel "Kami" Bohm        | Pedro "Matsukaze" Gama    | Caio "Loop" Almeida          | Rodrigo "Tay" Panisa   | Rafael "Rakin" Knittel | Gabriel "MiT" Souza           |
| KaBuM!         | Lucas "Zantins" Zanqueta  | Daniel "Danagorn" Drummond | Guilherme "Vash" Del Buono | Renato "TheFoxz" de Souza | Marcelo "Riyev" Carrara      | Alexandre "Titan" Lima |                        | Vinicius "Neki" Ghilardi      |
| Operation Kino | Franklin "Aoshi" Coutinho | Filipe "Ranger" Brombilla  | Matheus "Dynquedo" Rossini | Lucas "LUSKKA" Rentechen  | Emerson "BocaJúnioR" Alencar |                        |                        | João Pedro "Dionrray" Barbosa |
| RED Canids     | Leonardo "Robo" Souza     | Carlos "Nappon" Rücker     | Gabriel "tockers" Claumann | Felipe "brTT" Gonçalves   | Hugo "Dioud" Padioleau       | Felipe "YoDa" Noronha  | Gustavo "Sacy" Rossi   | Fayan "Gevous" Pertijs        |
| Remo Brave     | Vinicius "Thulz" Machado  | Alanderson "4LaN" Meireles | Danniel "Evrot" Franco     | Matheus "Sarkis" Sarquis  | Victor "Cabuloso" Oliveira   |                        |                        | Erick "Cynical" Cardoso       |

### Primeira fase
O primeiro split do Campeonato Brasileiro de League of Legends de 2017 teve início em 21 de janeiro, com partida entre Keyd Stars e paiN Gaming, rivalidade considerada pela Riot Games o "clássico dos clássicos" do LoL brasileiro. O time fortemente reforçado da Keyd Stars foi batido pela paiN Gaming, que trazia apenas Matsukaze e Loop como novidades. Já na segunda rodada, caiu a mais longa invencibilidade de uma equipe brasileira, com a derrota da INTZ para a RED Canids. Os "Intrépidos" não perdiam uma série para uma equipe brasileira desde a final da segunda etapa do CBLoL de 2015 e, na duração da invencibilidade, conquistaram 7 títulos disputando 30 séries. A derrota foi a única da INTZ na fase classificatória da etapa, e a equipe encerrou a classificação em primeiro lugar, com 16 pontos. RED Canids, com a mesma pontuação, paiN Gaming e Keyd Stars completaram o rol de classificados para as semifinais, que só foi definido na última rodada. A Brave foi rebaixada diretamente com a última colocação.
A KaBuM!, que ficou praticamente todo o campeonato entre as últimas colocações, ainda sofreu uma baixa imprevista: o meio Guilherme "Vash" Del Buono deixou a equipe antes da penúltima rodada, alegando falta de infra-estrutura fornecida pela organização. De acordo com Vash, a KaBuM! não possuía gaming house e mantinha os jogadores num albergue com más condições para moradia e treinamentos. O técnico Vinícius "Neki" Ghilardi classificou as condições como "desumanas" e acabou demitido. Como o prazo para a inscrição de novos jogadores já estava encerrado, a equipe trouxe Alexandre "Titan" Lima, atirador inscrito como reserva, em seu lugar, mas a troca bastou apenas para fugir do rebaixamento direto.
Os destaques da fase regular, de acordo com a equipe da transmissão oficial do campeonato, foram, rota a rota: Marcelo "Ayel" Mello, no topo, Gabriel "Turtle" Peixoto, na selva (ambos da INTZ), Gabriel "tockers" Claumann, no meio, Felipe "brTT" Gonçalves como atirador (ambos da RED Canids) e Caio "Loop" Almeida, da paiN, como suporte. tockers foi eleito por unanimidade o melhor jogador até o momento.
| Pos. | Equipes               | P  | V | E | D | JG | JP | Classificação ou rebaixamento |
| ---- | --------------------- | -- | - | - | - | -- | -- | ----------------------------- |
| 1    | INTZ                  | 16 | 5 | 1 | 1 | 11 | 3  | Semifinais                    |
| 2    | RED Canids            | 16 | 5 | 1 | 1 | 11 | 3  | Semifinais                    |
| 3    | paiN                  | 14 | 4 | 2 | 1 | 10 | 4  | Semifinais                    |
| 4    | Keyd Stars            | 11 | 3 | 2 | 2 | 8  | 6  | Semifinais                    |
| 5    | CNB                   | 7  | 1 | 4 | 2 | 6  | 8  | Permanência no CBLoL          |
| 6    | Operation Kino        | 5  | 1 | 2 | 4 | 4  | 10 | Série de Promoção             |
| 7    | KaBuM!                | 4  | 1 | 1 | 5 | 3  | 11 | Série de Promoção             |
| 8    | Remo Brave/Team Brave | 3  | 0 | 3 | 4 | 3  | 11 | Rebaixamento                  |

### Fase eliminatória
A primeira eliminatória foi disputada em 25 de março pela líder INTZ e pela quarta colocada Keyd Stars, que tinha em seu plantel dois jogadores da INTZ que disputara o Campeonato Mundial de League of Legends no ano anterior. Além disso, o técnico Abaxial, também ex-INTZ e que estava nos Estados Unidos, fora contratado pouco antes da série. A renovada INTZ, a despeito da melhor campanha na primeira fase, perdeu para a Keyd Stars por 3 a 1. De acordo com o SporTV, os destaques da série foram justamente Yang e Revolta, ex-jogadores da INTZ.
A segunda eliminatória, realizada no dia seguinte, também teve o resultado de 3 a 1: a RED Canids, sem seu destaque Tockers, machucado, trouxe Felipe "YoDa" Noronha para a rota do meio. O adversário, paiN Gaming, era o único time com quem a RED empatara na primeira fase. A equipe classificada para a final foi a RED Canids, que também contou com importante desempenho de YoDa.

Na grande final, disputada em 8 de abril no Recife, a RED Canids utilizou sete jogadores: YoDa, destaque das semifinais, e brTT, eleito melhor atirador da primeira fase, atuaram apenas no primeiro jogo, sendo substituído por tockers e Sacy, que ainda não jogara no torneio, nos dois jogos seguintes. A RED venceu as três partidas e sagrou-se campeã do split, garantindo vaga na fase de entrada do Mid-Season Invitational, primeiro torneio mundial organizado pela Riot no Brasil.
|  | Semifinais    | Semifinais    | Semifinais |            |            | Final      | Final | Final |  |
|  |               |               |            |            |            |            |       |       |  |
|  | INTZ e-Sports | INTZ e-Sports | 1          |            |            |            |       |       |  |
|  | INTZ e-Sports | INTZ e-Sports | 1          |            |            |            |       |       |  |
|  | Keyd Stars    | Keyd Stars    | 3          |            |            |            |       |       |  |
|  | Keyd Stars    | Keyd Stars    | 3          |            | RED Canids | RED Canids | 3     |       |  |
|  |               |               |            |            | RED Canids | RED Canids | 3     |       |  |
|  |               |               | Keyd Stars | Keyd Stars | 0          |            |       |       |  |
|  | RED Canids    | RED Canids    | Keyd Stars | Keyd Stars | 0          | 3          |       |       |  |
|  | RED Canids    | RED Canids    |            |            |            |            |       |       |  |
|  | paiN Gaming   | paiN Gaming   | 1          |            |            |            |       |       |  |

### Série de Promoção
Além da automaticamente rebaixada Brave, Operation Kino e KaBuM!, sexto e sétimo colocados, tiveram de disputar a Série de Promoção o segundo e o terceiro colocados do Circuito Desafiante, INTZ Genesis e ProGaming, para tentar garantir a vaga na etapa seguinte do CBLoL. A Kino, melhor classificada que a KaBuM!, teve o direito de escolher o adversário e escolheu a vice-campeã INTZ Genesis, que, de acordo com o técnico João Pedro "Dionrray" Barbosa, era menos experiente e mais previsível. A ProGaming, composta por jogadores mais experientes, consistia justamente de ex-jogadores da Operation Kino que saíram no ano anterior.
Na Série de Promoção, a INTZ Genesis venceu a Operation Kino e a ProGaming derrotou a KaBuM!. Ambas as séries foram até o quinto jogo e, pela primeira vez desde a instituição da promoção e rebaixamento, o CBLoL teve três equipes rebaixadas.

## Entre-etapas
Entre o término da Primeira Etapa, em 8 de abril, e o início da Segunda, em 3 de junho, os participantes puderam renovar seus elencos e a RED Canids teve compromisso internacional no Mid-Season Invitational. A campeã brasileira não contou com Gevous, que voltou à Europa e foi substituído pelo israelense Ram "Brokenshard" Djemal. A "Matilha" foi primeira fase do campeonato e não conseguiu ser a primeira equipe brasileira a avançar à fase de grupos.

### Transferências
Renan "Nyu" Augusto, topo da recém-promovida TShow, foi banido de competições por seis meses por "elojob", prática proibida pela Riot na qual um jogador acessa a conta de outro, menos habilidoso, para ter melhores resultados e manipular seu nível em partidas ranqueadas, normalmente em troca de dinheiro. Apesar disso, Nyu permaneceu na equipe como analista e foi substituído por Vinícius "b4dd" Marinheiro.
A INTZ Genesis, por pertencer a organização que já contava com representante no CBLoL, teve de ser vendida para a organização Team oNe, que já era destacada no Counter-Strike. O caçador Diego "Shini" Rogê manteve-se na INTZ e foi para a equipe principal, sendo substituído por Alanderson "4LaN" Meireles, rebaixado com a Brave. Após o torneio, a campeã brasileira ainda perdeu YoDa, aposentado, e Bruno "Brucer" Pereira, para a Team oNe, e se reforçou com o suporte português Ruben "Rhuckz" Barbosa. A paiN Gaming, além de mudar sua identidade visual, dispensou o técnico Gabriel "MiT" Souza e o substituiu por seu dono Arthur "PAADA" Zarzur. O reserva César "jUc" Barbosa também passou a integrar a comissão técnica. Rafael "Rakin" Knittel, que atuara em algumas partidas, passou a atuar apenas como streamer pela paiN, não mais competitivamente. Thúlio "SirT" Carlos da Silva, na paiN desde 2011, foi transferido para a Big Gods Jackals e substituído pelo então reserva Rodrigo "Tay" Panisa. A CNB, fora das semifinais, demitiu o técnico Hugo "Galfi" Augusto e trouxe o britânico Joseph "Strong" Edwards.
| Jogador                       | Função   | Time de origem                    | Time de destino  | Ref    |
| ----------------------------- | -------- | --------------------------------- | ---------------- | ------ |
| Guilherme "Vash" Del Buono    | Meio     | KaBuM!                            | CNB              | [ 68 ] |
| Diego "Shini" Rogê            | Caçador  | INTZ Genesis                      | INTZ             | [ 58 ] |
| Alanderson "4LaN" Meireles    | Caçador  | Brave                             | Team oNe         | [ 58 ] |
| Bruno "Brucer" Pereira        | Meio     | RED Canids                        | Team oNe         | [ 60 ] |
| Vinícius "Neki" Ghilardi      | Técnico  | KaBuM!                            | Team oNe         | [ 69 ] |
| Rúben "Rhuckz" Barbosa        | Suporte  | K1ck eSports Club                 | RED Canids       | [ 61 ] |
| Lucas "Luskka" Rentechen      | Atirador | Operation Kino                    | ProGaming        | [ 70 ] |
| Filipe "Ranger" Brombilla     | Caçador  | Operation Kino                    | ProGaming        | [ 70 ] |
| Thúlio "SirT" Carlos da Silva | Caçador  | paiN                              | Big Gods Jackals | [ 71 ] |
| Daniel "Danagorn" Drummond    | Caçador  | KaBuM!                            | TShow            | [ 72 ] |
| Matheus "Theusma" Lima        | Atirador | Keep Gaming (Circuito Desafiante) | TShow            | [ 72 ] |
| Fayan "Gevous" Pertijs        | Técnico  | RED Canids                        | Splyce           | [ 73 ] |
| Ram "Brokenshard" Djemal      | Técnico  | E-United                          | RED Canids       | [ 53 ] |

## Segunda Etapa

### Participantes
|            | Topo                       | Selva                      | Meio                       | Atirador                 | Suporte                      | Reserva                     | Reserva                  | Técnico                    |
| ---------- | -------------------------- | -------------------------- | -------------------------- | ------------------------ | ---------------------------- | --------------------------- | ------------------------ | -------------------------- |
| RED Canids | Leonardo "Robo" Souza      | Carlos "Nappon" Rücker     | Gabriel "tockers" Claumann | Felipe "brTT" Gonçalves  | Hugo "Dioud" Padioleau       | Gustavo "Sacy" Rossi        | Rúben "Rhuckz" Barbosa   | Ram "Brokenshard" Djemal   |
| Keyd Stars | Felipe "Yang" Zhao         | Gabriel "Revolta" Henud    | Murilo "takeshi" Alves     | André "esA" Pavezi       | Pedro "Ziriguidun" Vilarinho | Gabriel "Juzinho" Nishimura |                          | Alexander "Abaxial" Haibel |
| paiN       | Matheus "Mylon" Borges     | Rodrigo "Tay" Panisa       | Gabriel "Kami" Bohm        | Pedro "Matsukaze" Gama   | Caio "Loop" Almeida          |                             |                          | César "jUc" Barbosa        |
| INTZ       | Marcelo "Ayel" Mello       | Gabriel "Turtle" Peixoto   | Bruno "Envy" Farias        | Micael "micaO" Rodrigues | Luan "Jockster" Cardoso      | Diogo "Shini" Rogê          |                          | Peter Dun                  |
| CNB        | Pedro "LEP" Marcari        | Gustavo "Minerava" Queiroz | Thiago "TinOwns" Sartori   | Pablo "pbO" Bellini      | Willyam "Wos" Bonpam         | Guilherme "Vash" Del Buono  | Benjamin "Visdom" Larsen | Joseph "Strong" Edwards    |
| TShow      | Vinícius "B4DD" Marinheiro | Fernando "Ferchu" Aoki     | Marcos "Krastyel" Ferraz   | Matheus "Theusma" Lima   | Denilson "Ceos" Oliveira     | Daniel "Danagorn" Drummond  | Igor "Duds" Lima         | Renan "dezenove" Crespo    |
| Team oNe   | Álvaro "VVvert" Martins    | Alanderson "4LaN" Meireles | Bruno "Brucer" Pereira     | Luis "Absolut" Carvalho  | Ygor "RedBert" Freitas       | João "Marf" Piola           |                          | Vinicius "Neki" Ghilardi   |
| ProGaming  | Mateus "Skybart" Neves     | João Vitor "Zuao" Morais   | Bruno "Goku" Miyagushi     | Lucas "LUSKKA" Rentechen | Matheus "Professor" Leirião  | Filipe "Ranger" Brombilla   |                          | Gabriel "Von" Barbosa      |

### Primeira fase
Na segunda etapa, as equipes aumentaram consideravelmente o uso dos reservas inscritos em seu elenco. A tendência, já adotada pela multicampeã mundial SK Telecom T1,  que ocasionalmente substitui até mesmo seus principais jogadores entre séries, fora utilizada pela campeã RED Canids no primeiro split, a partir das semifinais, com grande sucesso. A estratégia foi abraçada por sete equipes: apenas a paiN, que utilizou reservas na selva e no meio na primeira etapa, utilizou apenas cinco jogadores na segunda. A posição onde mais houve revezamento foi na selva: TShow, ProGaming e INTZ trocaram seus caçadores regularmente, com fins estratégicos. A TShow ainda teve revezamento de atiradores. A RED Canids continuou ocasionalmente trazendo Sacy no lugar de brTT, e, especialmente com a lesão de Hugo "Dioud" Padioleau, utilizou o suporte Rhuckz. A Team oNe utilizou apenas um reserva, na rota do meio. Na Keyd Stars, o atirador André "esA" Pavezi atuou em diversas partidas como suporte, ao lado do atirador estreante Gabriel "Juzinho" Nishimura, mas em outras jogou em sua posição de ofício ao lado de Pedro "ziriguidun" Vilarinho. A CNB, por fim, foi quem realizou mais trocas: com o risco do rebaixamento e o pior início de campanha da história, trocou inverteu de posições o caçador Gustavo "Minerva" Queiroz e o suporte Willyam "Wos" Bonpam em uma partida, utilizou Guilherme "Vash" Del Buono no lugar de Thiago "TinOwns" Sartori na rota do meio após o último ser suspenso por indisciplina, substituiu o técnico principal por por um assistente, trouxe o suporte dinamarquês Benjamin "Visdom" Ruberg no lugar de Wos e ainda pôs Vash na função de caçador.
A INTZ fez a mesma pontuação da Primeira Etapa e novamente liderou a primeira fase, também seguida pela RED Canids. As semifinais foram completadas pela estreante Team oNe e pela paiN, que teve a mesma pontuação da estreante ProGaming, mas venceu o critério de desempate de menor tempo em vitórias. A então vice-campeã Keyd Stars, que disputou a classificação até a última rodada e ficou apenas a um ponto da zona de classificação, terá que disputar a Série de Promoção. A CNB teve o mesmo destino, com apenas 4 pontos, enquanto a TShow, que perdeu todas as partidas que disputou, foi rebaixada automaticamente com a pior campanha da história do CBLoL.
Essa etapa teve como novidade a criação do Prêmio CBLoL, conferido pela Riot aos melhores jogadores de cada função, o melhor no geral ao melhor técnico, ao "craque da galera" e à revelação do ano. Os quesitos avaliados são números de MVPs (prêmios de destaque da partida, conferidos por um analista logo após o fim do jogo), estatísticas no jogo e votações entre casters, participantes do torneio e o público. Ao encerramento da primeira fase, o melhor classificado era Luan "Jockster" Cardoso, suporte da INTZ.
| Pos. | Equipes    | P  | V | E | D | JG | JP | Classificação ou rebaixamento |
| ---- | ---------- | -- | - | - | - | -- | -- | ----------------------------- |
| 1    | INTZ       | 16 | 5 | 1 | 1 | 11 | 3  | Semifinais                    |
| 2    | RED Canids | 14 | 4 | 2 | 1 | 10 | 4  | Semifinais                    |
| 3    | Team oNe   | 13 | 4 | 1 | 2 | 9  | 5  | Semifinais                    |
| 4    | paiN       | 10 | 2 | 4 | 1 | 8  | 6  | Semifinais                    |
| 5    | ProGaming  | 10 | 2 | 4 | 1 | 8  | 6  | Permanência no CBLoL          |
| 6    | Keyd Stars | 9  | 2 | 3 | 2 | 7  | 7  | Série de Promoção             |
| 7    | CNB        | 4  | 1 | 1 | 5 | 3  | 11 | Série de Promoção             |
| 8    | TShow      | 0  | 0 | 0 | 7 | 0  | 14 | Rebaixamento                  |

### Fase eliminatória
As semifinais foram realizadas nos dias 19 e 20 de agosto, com confrontos entre INTZ e paiN e RED Canids e Team oNe. A final foi no dia 2 de setembro, no Mineirinho, em Belo Horizonte.
|  | Semifinais | Semifinais    | Semifinais |          |             | Final       | Final | Final |  |
|  |            |               |            |          |             |             |       |       |  |
|  | 1          | INTZ e-Sports | 1          |          |             |             |       |       |  |
|  | 1          | INTZ e-Sports | 1          |          |             |             |       |       |  |
|  | 4          | paiN Gaming   | 3          |          |             |             |       |       |  |
|  | 4          | paiN Gaming   | 3          |          | paiN Gaming | paiN Gaming | 1     |       |  |
|  |            |               |            |          | paiN Gaming | paiN Gaming | 1     |       |  |
|  |            |               | Team oNe   | Team oNe | 3           |             |       |       |  |
|  | 3          | RED Canids    | Team oNe   | Team oNe | 3           | 2           |       |       |  |
|  | 3          | RED Canids    |            |          |             |             |       |       |  |
|  | 2          | Team oNe      | 3          |          |             |             |       |       |  |